# Sturm der Liebe
A Sturm der Liebe (magyarul: Szerelem vihara) egy német telenovella, amely 2005 óta fut a német Das Erste csatornán.

## Története
A cselekmények középpontja az előkelő ötcsillagos Fürstenhof Hotel, ahol szerelmek, ármányok, cselszövések, barátságok, ellenségek születnek. A sorozat főszereplői a Saalfeld család, a szálloda tulajdonosai és alkalmazottai emellett a sorozat minden évadja egy szerelmespárra összpontosít, akik számos nehézség, áskálódás és gond után végül megtalálják a boldogságot.

### A jelenleg futó évad főszereplői
Clara Morgenstern: Clara a Fürstenhofhoz jött dolgozni, hogy megkeresse nagyapját, amely annak a tulajdonosa volt. Mivel se Werner és se Friedrich nem ismerik el, hogy ők lennének Clara édesanyjának apja, így Clara úgy döntött elmegy. Véletlenül deríti ki hogy a nagyapja Alfons Sonnbichler. Azért, hogy a Fürstenhofnál maradjon, elvállalja a londiner állást. Egy szállodai vendég kérdésére - aki valójában Adrian Lechner, de ő ezt nem tudja, mert nem ismerte fel - bevallja, hogy Adrian Lechner az ő gyermekkori szerelme. Adrian azonban nem tudja, hogy Clara mennyire szerelmes belé. A legrosszabb számára az volt, amikor Adrian bevallotta neki, hogy Desiré Bramigkba szerelmes. Miután Adrian hallottnak hitt testvére William ismét előkerül, Clara belé szeret és el kezdenek járni.
Adrian Lechner: Adrian a Fürstenhofban született meg és később ide tér vissza. A szállodában megismer egy fiatal londiner nőt, később rájön, ő Clara Morgenstern, aki gyerekkori barátja és játszótársa volt öccsének, Williamnak, akit hallottnak hisz. Miután Adrian rájön, hogy a Fürstenhof pénzügyi gondokkal küzd, így 20%-os tulajdonrészt vásárol a szállodából. Megismerkedik Desirée Bramigkkal, aki után érdeklődni kezd és rövidesen lekfeszik vele. Ezt követően rájön hogy Desiréeben több van, mint futó kaland így elkezdenek járni, szerelmi kapcsolatuk lesz és végül megházasodnak.
Desirée Lechner (született Bramigk): Desirée Beatrice Hofer első házasságából született lánya. Azt reméli, hogy féltestévre David ki tudja segíteni anyagilag, de téved. Édesanyjával fiatalkora óta rossz viszonyban vannak és azóta sem békültek ki. Miután Adrian Lechnert megismeri, érdeklődni kezdenek egymás iránt és lefekszik vele. Hamarosan megtudja, hogy Adrian szerelmes Claraba, akiben vetélytársat fedez fel. Egyszer Desirée csúnyán összeveszett édesanyjával Beatricevel, ami miatt Desirée dühében lelöki édesanyját a balkonról. Adriannal való esküvőjük után Desirée kibékül édesanyjával, aki már nem használ tolószéket.
William Newcombe (született Lechner): Adrian öccse. Ő és édesanyja Susan 20 évig éltek Sydneyben, miután Susan elmenekült addigi férjétől Hagentől Ausztráliába hogy új életet kezdjen. William nem tudta, hogy bátyja Adrian él és hogy édesanyja titkol bármit is. Nem sokkal azután, hogy William feltűnt a Fürstenhofban és Adriant rég nem látott bátyját átölelte, ismét komoly érzelmeket táplált Clara iránt, akibe gyerekkorában szerelmes volt. Idővel szerelemi kapcsolatuk lett,

## Külföldi sikerek
A sorozatot 2005-ben mutatták be először a német Das Erste csatornán, majd 2006-ban megvette az osztrák ORF 2. Ezt követően több mint 20 országban vetítették le a sorozatot:
| Ország        | Csatorna neve | Ország        | Csatorna neve       |
| ------------- | ------------- | ------------- | ------------------- |
| Németország   | Das Erste     | Szlovákia     | SVT                 |
| Lettország    | LTV1          | Litvánia      | TV3                 |
| Észtország    | TV3           | Bulgária      | Nova TV             |
| Olaszország   | Rete 4        | Belgium       | Vitaya              |
| Lengyelország | TV Puls       | Finnország    | AVA                 |
| Izland        | RÚV           | Franciaország | France 2 / France 4 |
| Ausztria      | ORF 2         | Svájc         | SRF zwei            |
| Albánia       | Vizion Plus   |               |                     |